# OFC Champions League 2012-2013
La OFC Champions League 2012-2013 (chiamata anche 2013 O-League) è stata la dodicesima edizione della massima competizione calcistica per squadre di club dell'Oceania. L'Auckland City ha vinto il trofeo, qualificandosi per la Coppa del mondo per club FIFA 2013.

## Squadre partecipanti
| Squadra                      | Nazione                    | Qualificazione                                                                    |
| Ammesse alla fase a gironi   | Ammesse alla fase a gironi | Ammesse alla fase a gironi                                                        |
| ---------------------------- | -------------------------- | --------------------------------------------------------------------------------- |
| Ba                           | Figi                       | Campione della Fiji National Football League 2012                                 |
| Waitakere Utd                | Nuova Zelanda              | Campione del New Zealand Football Championship 2011-2012                          |
| Auckland City*               | Nuova Zelanda              | Vincitore della stagione regolare del New Zealand Football Championship 2011-2012 |
| Hekari United                | Papua Nuova Guinea         | Campione della Papua New Guinea National Soccer League 2011-2012                  |
| Solomon Warriors             | Isole Salomone             | Vincitrice dell'S-League playoff 2011-2012                                        |
| Dragon                       | Polinesia francese         | Campione della Division Fédérale 2011-2012                                        |
| Amicale                      | Vanuatu                    | Campione della Vanuatu Premia Divisen 2012                                        |
| Ammessa al turno di play-off |                            |                                                                                   |
| Mont Dore                    | Nuova Caledonia            | Campione della Division Honneur 2011                                              |
| Ammesse al turno preliminare |                            |                                                                                   |
| Tupapa Maraerenga            | Isole Cook                 | Campione della Cook Island Round Cup 2011                                         |
| Kiwi                         | Samoa                      | Campione della Samoa National League 2010-2011                                    |
| Pago Youth                   | Samoa Americane            | Campione della ASFA Soccer League 2011                                            |
| Lotoha'apai United           | Tonga                      | Campione della Tonga Major League 2010-2011                                       |

* = Campioni in carica in quanto vincitrici della scorsa edizione.

## Fase preliminare
Le quattro squadre si sono affrontate in un girone all'italiana: la vincente si è qualificata per il turno di play-off.

### Turno preliminare

#### Classifica
| Squadra            | Pt | PG | V | N | P | GF | GS | DR  |
| ------------------ | -- | -- | - | - | - | -- | -- | --- |
| Tupapa Maraerenga  | 7  | 3  | 2 | 1 | 0 | 14 | 4  | +10 |
| Lotoha'apai United | 7  | 3  | 2 | 1 | 0 | 11 | 4  | +7  |
| Kiwi               | 3  | 3  | 1 | 0 | 2 | 7  | 5  | +2  |
| Pago Youth         | 0  | 3  | 0 | 0 | 3 | 1  | 20 | -19 |

#### Risultati
| Arbitro: | Rakesh Varman |

|                |           |                                           |
| P. Samuelu 90’ | Marcatori | 7’, 23’ Malo 26’, 80’ Saofaiga 70’ Gosche |

| Arbitro: | Mirko Benischke |

|                                       |           |                          |
| Maamaloa 68’ M. Uhatahi 75’ Moala 81’ | Marcatori | 37’ Best 55’, 69’ Berlim |

| Arbitro: | Norbert Hauata |

|                                                        |           |  |
| M. Uhatahi 23’, 30’ Maamaloa 54’, 71’, 89’ Faupula 83’ | Marcatori |  |

| Arbitro: | John Saohu |

|              |           |                     |
| Saofaiga 19’ | Marcatori | 29’ Harmon 31’ Best |

| Arbitro: | Rakesh Varman |

|                                                                           |           |  |
| Tiro 3’ Berlim 23’, 30’, 53’, 71’ Fowler 45+2’ Manuel 51’, 69’ Harmon 88’ | Marcatori |  |

| Arbitro: | Mirko Benischke |

|              |           |                                  |
| Saofaiga 84’ | Marcatori | 45+5’ M. Uhatahi 57’ (rig.) Uele |

### Turno di play-off
La vincente si è qualificata per la fase a gironi.
| Arbitro: | Norbert Hauata |

|              |           |                                            |
| Harmon 90+2’ | Marcatori | 33’ Kenon 45’ Bessieres 85’ (rig.) Wamytan |

## Fase a gruppi

### Gruppo A
| Squadra          | Pt | G | V | N | P | GF | GS | DR  |
| ---------------- | -- | - | - | - | - | -- | -- | --- |
| Ba               | 16 | 6 | 5 | 1 | 0 | 16 | 4  | +12 |
| Amicale          | 10 | 6 | 3 | 1 | 2 | 7  | 4  | +3  |
| Hekari United    | 4  | 6 | 1 | 1 | 4 | 5  | 12 | -7  |
| Solomon Warriors | 4  | 6 | 1 | 1 | 4 | 7  | 15 | -8  |

|                  | AMI   | BA    | HEK   | SOL   |
| ---------------- | ----- | ----- | ----- | ----- |
| Amicale          |       | 1 – 2 | 2 – 0 | 2 – 0 |
| Ba               | 2 – 0 |       | 2 – 0 | 5 – 0 |
| Hekari United    | 0 – 0 | 1 – 3 |       | 2 – 1 |
| Solomon Warriors | 0 – 2 | 2 – 2 | 4 – 2 |       |

### Gruppo B
| Squadra          | Pt | G | V | N | P | GF | GS | DR  |
| ---------------- | -- | - | - | - | - | -- | -- | --- |
| Waitakere United | 13 | 6 | 4 | 1 | 1 | 9  | 6  | +3  |
| Auckland City    | 10 | 6 | 3 | 1 | 2 | 19 | 8  | +11 |
| Dragon           | 9  | 6 | 2 | 3 | 1 | 9  | 5  | +4  |
| Mont Dore        | 1  | 6 | 0 | 1 | 5 | 7  | 25 | -18 |

|                  | AUC   | DRA   | MON    | WAI   |
| ---------------- | ----- | ----- | ------ | ----- |
| Auckland City    |       | 1 – 3 | 12 – 2 | 0 – 1 |
| Dragon           | 1 – 1 |       | 1 – 1  | 0 – 1 |
| Mont Dore        | 0 – 2 | 1 – 4 |        | 2 – 3 |
| Waitakere United | 1 – 3 | 0 – 0 | 3 – 1  |       |

## Semifinali
| Squadra 1     | Totale | Squadra 2        | Andata | Ritorno |
| ------------- | ------ | ---------------- | ------ | ------- |
| Auckland City | 7 – 1  | Ba               | 6 – 1  | 1 – 0   |
| Amicale       | 1 – 4  | Waitakere United | 0 – 2  | 1 – 2   |

## Finale
| Arbitro: | Peter O'Leary |

|                             |           |             |
| Dickinson 16’ Feneridis 20’ | Marcatori | 40’ Coombes |

## Classifica marcatori
| Gol |  |  | Giocatore       | Squadra            |
| --- |  |  | --------------- | ------------------ |
| 9   |  |  | Sanni Issa      | Ba                 |
| 8   |  |  | Adam Dickinson  | Auckland City      |
| 6   |  |  | Manel Expósito  | Auckland City      |
| 6   |  |  | Leo Berlim      | Tupapa Maraerenga  |
| 6   |  |  | Roy Krishna     | Waitakere United   |
| 4   |  |  | Teaonui Tehau   | Dragon             |
| 4   |  |  | Mike Saofaiga   | Kiwi               |
| 4   |  |  | Timote Maamaloa | Lotoha'apai United |
| 4   |  |  | Mark Uhatahi    | Lotoha'apai United |

## Premi individuali[2]
- Golden Boot (Capocannoniere)

 Sanni Issa -  Ba
- Golden Ball (Miglior giocatore)

 Sanni Issa -  Ba
- Golden Gloves (Miglior portiere)

 Danny Robinson -  Waitakere United
- Fair Play Award

 Solomon Warriors